# あさがお (童謡)
あさがおは、童謡の一つ。

## 概要
作詞者・作曲者ともに不詳。初出は明治44年5月「尋常小学唱歌（一）」。

## 歌詞
1
まい朝　まい朝　咲く　あさがおは　おととい　きのうと　だんだん　ふえて　けさは　しろ四つ　むらさき五つ
2
大きな　つぼみは　あす　咲く花か　小さな　つぼみは　あさって　さくか　早く　さけさけ　しぼりや赤も　